# Painted from Memory
Albums de Elvis Costello with Burt Bacharach
Extreme Honey: The Very Best of the Warner Bros Years
(1997) The Very Best of Elvis Costello
(1999)
Painted from Memory (1998) est un album d'Elvis Costello et du célèbre auteur de chansons pop des années 1960 Burt Bacharach.
Leur collaboration a commencé sur God Give Me Strength, une chanson commandée pour le film Grace of My Heart (1996), réalisé par Allison Anders et auquel participe Illeana Douglas. Appréciant semble-t-il le résultat, le duo étendit le projet jusqu'à créer un album complet, le premier pour Costello après deux ans, et pour Bacharach après 21 ans d'absence. Les paroles et la musique sont cocréditées aux deux artistes.
Un album compagnon fut réalisé par le guitariste jazz Bill Frisell, sorti en 1999 sur un autre label d'Universal, Decca Records. L'album, The Sweetest Punch comprend des arrangements jazz des chansons de Painted from Memory, enregistrés par Frisell et son groupe de studio. Costello chante sur deux des chansons, et la chanteuse jazz Cassandra Wilson sur deux chansons, l'une d'entre elles étant un duo avec Costello.
Elvis Costello était depuis longtemps un fan de Burt Bacharach, ayant déjà enregistré plusieurs chansons de lui, en commençant par I Just Don't Know What to Do with Myself sorti sur la compilation Live Stiffs (1978; Stiff Records).
Painted from Memory gagna un Grammy Award en 1998 pour la "meilleure collaboration pop chantée" pour Costello et Bacharach.

## Documentaire
Avant le début de l'enregistrement de l'album, le producteur de films irlandais Phillip King suggèra à Costello de filmer le processus d'enregistrement. Il est en résulté un documentaire d'une heure, Because It's a Lonely World, produit par Hummingbird Productions, la compagnie de King. Le titre, tiré des paroles de la chanson What's Her Name Today?, était à l'origine un titre provisoire pour l'album lui-même, ainsi qu'une partie du slogan de promotion de l'album. Le documentaire a été diffusé pour la première fois le 26 décembre 1998 sur la chaîne britannique Channel 4. Aux États-Unis, la chaîne Bravo l'a diffusé le 20 octobre 1999.

## La Tournée
Après la sortie de l'album, Costello et Bacharach ne chantèrent ensemble des chansons de l'album qu'à un nombre limité de dates. L'une d'entre elles constituait la seconde partie d'une émission de la télévision publique américaine, Sessions at West 54th, publiée ensuite en VHS. Au même moment, cependant, Costello commença une autre série de concerts, uniquement accompagné par son claviériste de longue date, Steve Nieve, au piano. En 1999, Costello et Nieve commencèrent le Lonely World Tour, chantant à nouveau dans le même style, et les chansons de Painted from Memory constituèrent une partie importante de leur liste de performances.
Les chansons de l'album font encore partie du répertoire live aussi bien de Costello que de Bacharach. Une version de God Give Me Strength clôt l'album live orchestral de Costello de 2004, My Flame Burns Blue, tandis que les séries actuelles de concert de Bacharach avec le chanteur John Pagano comprennent également God Give Me Strength.

## Liste des pistes
| No  | Titre                        | Auteur                         | Durée |
| --- | ---------------------------- | ------------------------------ | ----- |
| 1.  | In the Darkest Place         | Elvis Costello, Burt Bacharach | 4:19  |
| 2.  | Toledo                       | Costello, Bacharach            | 4:35  |
| 3.  | I Still Have That Other Girl | Costello, Bacharach            | 2:46  |
| 4.  | This House Is Empty Now      | Costello, Bacharach            | 5:10  |
| 5.  | Tears at the Birthday Party  | Costello, Bacharach            | 4:38  |
| 6.  | Such Unlikely Lovers         | Costello, Bacharach            | 3:24  |
| 7.  | My Thief                     | Costello, Bacharach            | 4:20  |
| 8.  | The Long Division            | Costello, Bacharach            | 4:15  |
| 9.  | Painted from Memory          | Costello, Bacharach            | 4:12  |
| 10. | The Sweetest Punch           | Costello, Bacharach            | 4:09  |
| 11. | What's Her Name Today?       | Costello, Bacharach            | 4:08  |
| 12. | God Give Me Strength         | Costello, Bacharach            | 6:11  |

### Disque bonus de l'édition limitée 1999
| No | Titre                                                                             | Durée |
| -- | --------------------------------------------------------------------------------- | ----- |
| 1. | This House Is Empty Now (Live on Late Night with Conan O'Brien, 27 novembre 1998) | 4:13  |
| 2. | I Still Have That Other Girl (Live at Shibuya Hall, Tokyo, 10 février 1999)       | 3:18  |
| 3. | In the Darkest Place (Live at the Athenaeum, Melbourne, 16 février 1999)          | 4:40  |
| 4. | Painted from Memory (Live at the Athenaeum, Melbourne, 16 février 1999)           | 4:26  |
| 5. | What's Her Name Today? (Live at Shibuya Hall, Tokyo, 10 février 1999)             | 4:30  |